# 白粉花无心菜
白粉花无心菜（学名：Arenaria roseiflora f. albiflora）为石竹科无心菜属粉花无心菜下的一个变型。